# والتر جاي كامينغز جونيور
والتر جاي كامينغز جونيور (بالإنجليزية: Walter J. Cummings, Jr.)‏ هو قاضي ومحامي أمريكي، ولد في 29 سبتمبر 1916 في شيكاغو في الولايات المتحدة، وتوفي بنفس المكان في 24 أبريل 1999.

## وصلات خارجية
- والتر جاي كامينغز جونيور على موقع إن إن دي بي (الإنجليزية)